# Station Pieńki Dubidzkie
Station Pieńki Dubidzkie is een spoorwegstation in de Poolse plaats Pieńki Dubidzkie.